# Botulism

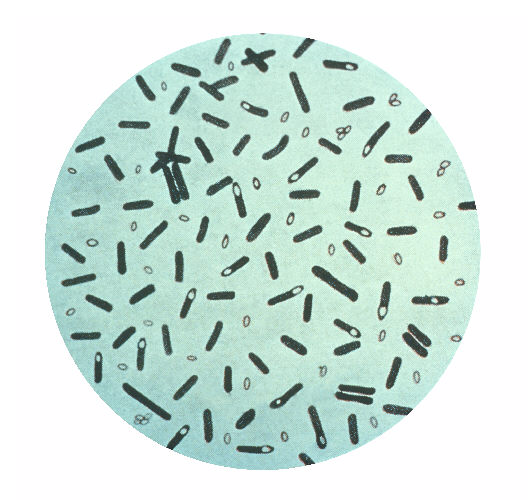
Clostridium botulinum

Botulism  (Latin, botulus, korv) är en ovanlig och potentiellt livshotande sjukdom som orsakas av det toxin som produceras av bakterien Clostridium botulinum. Sjukdomen börjar med bland annat svaghet, synsvårigheter, samt talsvårigheter. Efter detta kan ytterligare svaghet i armar, bröstmuskulatur och ben följa. Det är ovanligt att sjukdomen orsakar medvetandenedsättning eller feber.

## Infektion och förebyggande
Infektion med botulinum-bakterier kan ske genom ett antal olika mekanismer. De sporer som orsakar botulism är vanliga i både jord och vatten. De skapar botulinumtoxin när de utsätts för låg syrehalt samt vissa temperaturer. Botulism kan även smitta via mat och då genom att toxininnehållande mat äts. Spädbarnsbotulism orsakas av att bakterier tillväxer i tarmen och frisätter toxin. Vanligen sker detta endast hos barn under sex månaders ålder eftersom man senare utvecklar skyddande försvar mot denna typ av infektion. Botulism i sårskador ser man framförallt hos dem som injicerar droger. Vid injektion tar sig sporer in i såret och kan då utsättas för en syrefattig miljö och börja frisätta toxin. Botulism sprids inte mellan människor. Diagnos ställs vid fynd av toxin eller bakterier.
Förbyggande åtgärder innefattar framförallt ordentlig tillagning av mat. Toxinet förstörs då mat upphettas över 85 °C i över 5 minuter. Det rekommenderas inte heller att man ger honung till barn under ett års ålder på grund av risken för botulism. Behandling av botulism sker med hjälp av antitoxin. Hos dem som inte kan andas på egen hand behövs respiratorvård, ibland upp till 6 månader. Antibiotika har effekt vid botulism i sårskador. Dödligheten av botulism är mellan 5 och 10%.
Djur blir också sjuka av botulism, främst genom intag av foder eller ensilage innehållande botulinumtoxin. Tillväxt av C. botulinum bakterier i tarmen och påföljande produktion av toxin, s.k. toxikoinfektion, tros vara en viktig bidragande mekanism bakom botulismutbrott hos fjäderfä. Även nötkreatur kan drabbas och de flesta fallen på nötkreatur i Sverige kan härledas till foderensilage. När vilda djur förgiftas är det ofta en följd av att bakterien kunnat växa till i kadaver och sen kunnat sprida sig i vatten eller med fluglarver. Massdöd bland änder och måsar har observerats.

## Epidemiologi
Förr var det vanligt att botulism orsakades av dåligt upphettade hemgjorda konserver, men den smittvägen har nästan försvunnit. Smittvägen är numera ofta mat som har förvarats för varmt. Giftet är värmekänsligt och förstörs av tillagning, varför förgiftningsfall ofta orsakas av känslig mat som är avsedd att ätas kall. Under perioden 1969-2013 har minst 12 fall registrerats i Sverige. Smittkällan var i fyra fall kryddsill, i tre fall gravad fisk, i fyra fall rökt lax och vid ett tillfälle varmrökt sik.
Sjukdomen är numera sällsynt i Sverige. Konserveringsmedel såsom natriumnitrit (E 250) tillsätts bl.a. till köttprodukter för att förhindra tillväxten av Clostridium botulinum, och därmed undviks att maten förgiftas. 
Botulinumtoxin är det giftigaste toxin som man känner till, några nanogram är dödligt för människan. Förgiftningen blockerar nervimpulser och ger förlamning i bland annat andningsmuskulaturen. Motgift finns, men behandling med respirator kan vara nödvändigt. Sjukdomsfall som kommer under behandling i tid har en god prognos.

## Symptom
- Illamående, kräkningar, diarré eller ibland förstoppning
- Allmän sjukdomskänsla, yrsel, trötthet, muntorrhet
- Ögonmuskelförlamning (synstörning, dubbelseende, skelning)
- Halsont, talsvårigheter
- Andningsförlamning